# سید محسن دهنوی
سید محسن دهنوی (زادهٔ ۲۶ شهریور ۱۳۶۳) سیاستمدار ایرانی است که سخنگوی مجمع تشخیص مصلحت نظام و از ۱۷ تیر ۱۴۰۳ رئیس مرکز ارزیابی و نظارت راهبردی اجرای سیاست‌های کلی نظام در مجمع تشخیص مصلحت نظام است. او پیش‌تر رئیس بسیج دانشجویی دانشگاه شریف و نماینده دوره یازدهم مجلس شورای اسلامی از حوزه انتخابیه تهران، ری، شمیرانات، اسلامشهر و پردیس بوده‌است.

## سفر تحصیلی به آمریکا
تریتا پارسی عضو نایاک گفت وی پس از دوران دکتری به عنوان پژوهشگر پسادکتری موفق اخذ پذیرش از دانشکده پزشکی دانشگاه هارواد شد اما در بدو ورود به کشور آمریکا به همراه خانواده‌اش به مدت ۳۰ ساعت بازداشت شد و دولت آمریکا او را به ایران بازگرداند. دلیل اخراج وی ریاست او بر بسیج دانشجویی دانشگاه شریف به عنوان یک نهاد زیرمجموعه سپاه پاسداران و عضویت در شورای تبیین مواضع بسیج استان تهران بوده‌است. ترتیا پارسی گفت اما بعید است که منع ورود او ارتباطی با سوابقش در بسیج داشته باشد.
در واکنش به این اتفاق انتقادات زیادی متوجه سیاست ویزای دولت آمریکا وارد شد؛ از جمله جان کری در توییتر با ابراز تاسف از این واقعه نوشت: «او قرار بود با خدمت در بیمارستانی در آمریکا جان آمریکایی‌های سرطانی را نجات دهد.»

## درگیری در دانشگاه
عکس‌هایی از درگیری فیزیکی او با یکی دیگر از دانشجویان دانشگاه صنعتی شریف در جریان سخنرانی حسن روحانی در این دانشگاه منتشر شد. در جریان سخنرانی روحانی در سال ۱۳۹۴ در دانشگاه شریف درگیری‌هایی رخ می‌دهد که مشهورترین عکس مربوط به درگیری فیزیکی محسن دهنوی، رئیس بسیج سابق این دانشگاه با محمد شریفی مقدم از دراویش گنابادی است.

## اتهام فساد مالی
صبا آذرپیک خبرنگار، در دی ۱۴۰۲ دهنوی و تنی چند از نمایندگان مجلس را به رشوه‌گیری از مدیرعامل یک کارخانه برای جور کردن وام از بانک سپه متهم کرد. با مقاومت مدیرعامل بانک سپه این وام پرداخت نشده و مالک کارخانه خواستار پس گرفتن رشوه‌ها از این نماینده مجلس و اطرافیانشان شده‌است که پرونده این فساد در دستگاه قضایی بسته و صبا آذرپیک روانه زندان شد و دهنوی به سمت رئیس مرکز ارزیابی و نظارت راهبردی سیاست‌های کلی نظام وابسته به مجمع تشخیص مصلحت نظام منصوب شد و از این اتهام تبرئه گشت.

## شرکت در انتخابات دوره یازدهم مجلس
با توجه به اظهارات رحمانی فضلی، وزیر کشور وقت، در خصوص میزان مشارکت ۲۵/۴ درصدی شهر تهران دهنوی با کسب ۸۲۹٬۲۹۲ رأی توانست به این دوره از مجلس شورای اسلامی راه یابد. او از مؤسسین و عضو فراکسیون «گام دوم» مجلس یازدهم و همچنین عضو هیئت رئیسه مجلس است.

## طرح ادعا نسبت به رئیس‌جمهور
دهنوی در سال ۱۴۰۰ مدعی شد: «در سفر استانی دولت به مشهد، از دفتر رئیس‌جمهور (حسن روحانی) زنگ زدند و پتو و تشک بِرند خاصی را برای آقای رئیس‌جمهور سفارش دادند! مسئولین استان گفتند آن تشک را در شهر پیدا نکردیم؛ از تهران خریدیم و با هواپیما آوردند تا رئیس‌جمهور استفاده کند!» این نماینده افزود: «تمام این ادعاها مستند است و حاضرم در هر محکمه‌ای از این حرف‌ها دفاع کنم.»
علیرضا معزی، معاون ارتباطات و اطلاع‌رسانی دفتر رئیس‌جمهور، در واکنش به ادعای این نماینده مجلس در توئیتی نوشت: «کوچاندن اصیل‌ترین برنامه‌سازان ازشبکه سه و تهی شدن رسانه از اعتبار، کار را به آنجا رساند که آنتن زنده و جایگاه میهمان به مثابه رانتی سیاسی، به سخیف‌ترین دروغ‌ها و حریص‌ترین نوکیسگان جویای نام و نان سپرده می‌شود. در یاوه‌سرایی و ابتذال به رقابتی مهوع افتاده‌اند.»